# Однополые браки в Словении
Однополые браки в Словении были легализованы 9 июля 2022 года постановлением Конституционного суда Словении. Суд решил, что запрет на заключение однополых браков нарушает конституцию Словении и дал словенскому парламенту 6 месяцев на внесение соответствующих поправок в законодательство, хотя решение считалось вступившим в силу с момента публикации. Государственное собрание приняло соответствующие поправки 4 октября 2022 года, и несмотря на то, что спустя неделю их отверг Государственный совет, вновь утвердила эти поправки на финальном голосовании, состоявшимся 18 октября 2022 года.
До этого однополым парам в Словении были доступны партнёрские союзы, которые предоставляли аналогичные супружеским права и обязанности за исключением права на совместное усыновление детей и экстракорпоральное оплодотворение. Они были введены в феврале 2017 года и заменили ранее существовавшие гражданские партнёрства.

## Партнёрские союзы

### Принятие закона об однополых партнёрствах
Первый законопроект о гражданских партнёрствах прошёл первое чтение в словенском парламенте в июле 2004 года. Законопроект, предусматривающий наделение однополых партнёров всеми правами супругов за исключением совместного усыновление детей был однако отвергнут парламентом в марте 2005 года. Взамен отвергнутому проекту 31 марта 2005 года правительством был предложен другой законопроект о «зарегистрированных однополых партнёрствах» (словен. registrirana istospolna partnerska skupnost), который 22 июня был принят парламентом и вступил в силу через год — 23 июля 2006 года. За закон проголосовали 44 члена парламента, против высказались трое.
В соответствии с принятым законом, зарегистрированные однополые партнёры получили ограниченные права и обязанности в имущественных вопросах, связанных, например, с частной собственностью и наследованием имущества. Однако закон не предусматривал наделения партнёров какими-либо налоговыми льготами, не предоставлял им прав социальной защиты (например, совместной медицинской страховки или прав на пенсию партнёра) и не наделял партнёров статусом близкого родственника по отношению друг к другу, однако наделял партнёров правом на получение информации о состоянии здоровья друг друга и правом посещяния в больнице. Также закон не предоставлял права совместного усыновления детей или искусственного оплодотворения.
Оппозиционные депутаты от СД и ЛДС при обсуждении законопроекта предлагали дополнения к документу, предполагающие наделение однополых партнёров также и другими правами (в частности, равными с супругами социальными льготами), однако эти дополнения были отвергнуты большинством депутатов. В знак протеста члены СД и ЛДС отказались голосовать за законопроект и покинули заседание парламента.
2 июля 2009 года Конституционный суд Словении признал статью 22 закона о зарегистрированных однополых партнёрствах не соответствующей статье 14 Конституции Словении, запрещающей дискриминацию. Суд призвал правительство в течение шести месяцев устранить имеющиеся в законе дискриминационные положения.

### Попытка реформирования семейного кодекса
С целью реализации решения Конституционного суда министр внутренних дел Катарина Кресал (ЛДС) заявила о намерении правительства легализовать в стране однополые браки. Правительством был предложен законопроект о внесении поправок в семейное законодательство, разрешающих однополым парам заключение брака и совместное усыновление детей. В начале марта 2010 года парламент Словении в первом чтении 46 голосами «за» и 38 голосами «против» принял законопроект. В последующих чтениях текст проекта был, однако, изменён из-за возникших трудностей в его принятии. В результате было предложено определить брак как союз мужчины и женщины, а однополых партнёров наделить всеми правами супругов, кроме права на совместное усыновление. Законопроект был принят в третьем чтении 16 июня 2011 года. В числе прочего, новый семейный кодекс наделял зарегистрированные однополые пары налоговыми льготами и правом на усыновление детей партнёров.
Противниками нового семейного кодекса была учреждена гражданская «За семью и права ребёнка», которая при поддержке Католической церкви собрала необходимое количество подписей для проведения референдума о судьбе семейного кодекса Словении. Правительство обратилось в Конституционный суд с просьбой проверить соответствие такого референдума словенской конституции. Конституционный суд в своём решении от 26 декабря 2011 года пятью голосами против четырёх разрешил его проведение. Референдум прошёл 25 марта 2012 года при явке всего в 30 % от имеющих право голоса. В результате 54,55 % голосовавших высказались против принятия изменений в семейный кодекс. Таким образом, поправки к семейному законодательству были отменены. По законам Словении, решение референдума сдерживает правительство в течение года, затем законопроект может быть рассмотрен снова.

### Законопроект о расширении прав гражданских партнёров
14 апреля 2014 года министерством труда, семьи, социальных дел и равных возможностей был предложен законопроект, предполагающий полное уравнивание права зарегистрированных однополых партнёров с правами состоящих в браке гетеросексуальных пар, за исключением совместного усыновления детей и доступа к искусственному оплодотворению. Документ прошёл первое чтение 5 мая 2014 года, однако его последующее рассмотрение из-за отставки премьер-министра Аленки Братушек и досрочных выборов 13 июля 2014 года не состоялось. 15 октября 2014 года министерством труда, семьи, социальных дел и равных возможностей законопроект был внесён повторно, однако уже в январе 2015 года министр Аня Копач Мрак заявила об отзыве документа в связи с внесением законопроекта о легализации однополых браков.

## Однополые браки

### Первая попытка признания
15 декабря 2014 года оппозиционный союз «Объединённые левые» предложил законопроект о легализации однополых браков и наделение однополых семейных пар правом на совместное усыновление детей. Законопроект также поддержали две из трёх партий правительственной коалиции. 3 марта 2015 года парламент 51 голосами «за» и 29 голосами «против» утвердил документ.
Уже 10 марта противники закона заявили о сборе подписей для проведения референдума, который бы запретил введение однополых браков. Однако 26 марта 2015 года парламент Словении запретил проведение референдума о судьбе однополых браков, обосновав своё решение тем, что словенская конституция не допускает проведение референдумов по законам, устраняющим дискриминацию и нарушение прав человека. Представители оппозиции обратились в Конституционный суд, который вновь пятью голосами против четырёх удовлетворил их иск. В то же время судьи обосновали своё решение без опоры на содержание планировавшегося референдума, указав лишь, что парламент превысил свои полномочия, объявив референдум неконституционным.
Референдум состоялся 20 декабря 2015 года при явке в 36,2 % имеющих право голоса. Около 63,5 % проголосовавших высказались против легализации однополых браков, в результате чего закон о введении однополых браков был снова отменён.

### Однополые партнёрские союзы
После неудачной попытки легализации однополых браков уже 22 декабря 2015 года в парламенте был предложен законопроект о новой форме однополых партнёрств — «партнёрских союзах» (словен. partnerska zveza), дающих партнёрам все супружеские права, кроме прав на усыновление и искусственное оплодотворение. 10 марта 2016 года правительство выразило свою поддержку законопроекту. 21 апреля парламент одобрил законопроект, проголосовав 54 голосами «за» и 15 — «против». Закон был обнародован президентом Словении Борутом Пахором 9 мая 2016 года. Заключение партнёрских союзов стало возможным через девять месяцев — с 24 февраля 2017 года.
После вступления в силу закона о партнёрстких союзах регистрация однополых партнёрств по закону 2006 года более производиться не будет. Уже ранее заключённые однополые партнёрства через шесть месяцев после вступления закона в силу (то есть до 24 августа 2017 года) будут автоматически преобразованы в новый формат партнёрских союзов, если состоящие в них партнёры в письменной форме не выразят своё возражение. Уведомление о преобразовании однополых партнёрств в партнёрские союзы будет произведено по почте. По имеющимся данным, возможностью заключения однополых партнёрств по образцу 2006 года в Словении воспользовалось всего 177 пар.